# حفنة من الانتقام (فلم)
حفنة من الانتقام (بالإنجليزية: Fistful of Vengeance) هو فيلم إثارة أمريكي لعام 2022، من إخراج رويل ريني، وسيناريو كاميرون ليتفاك وجيسيكا تشو ويالون تو. تم إصدار في 17 فبراير 2022، على نتفليكس.

## روابط خارجية
- مقالات تستعمل روابط فنية بلا صلة مع ويكي بيانات